# Fractus
fractus (fra) (łac. frangěre – łamać, złamać, przełamać, skruszyć, stłuc, rozbić, postrzępić) – gatunek chmur z rodzajów: Stratus i Cumulus, o nieregularnych kształtach i wyraźnie postrzępionym wyglądzie.

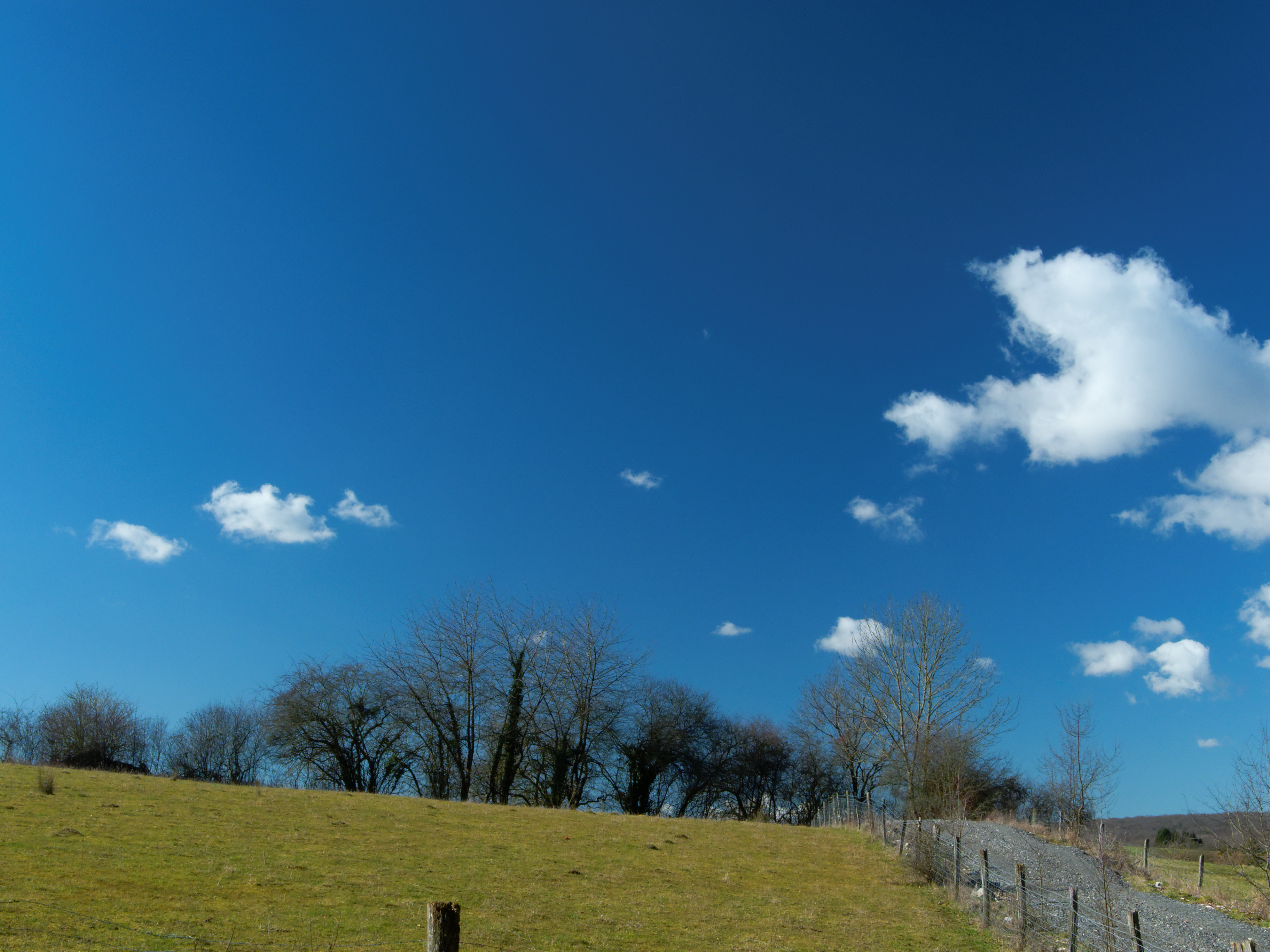
Cumulus fractus
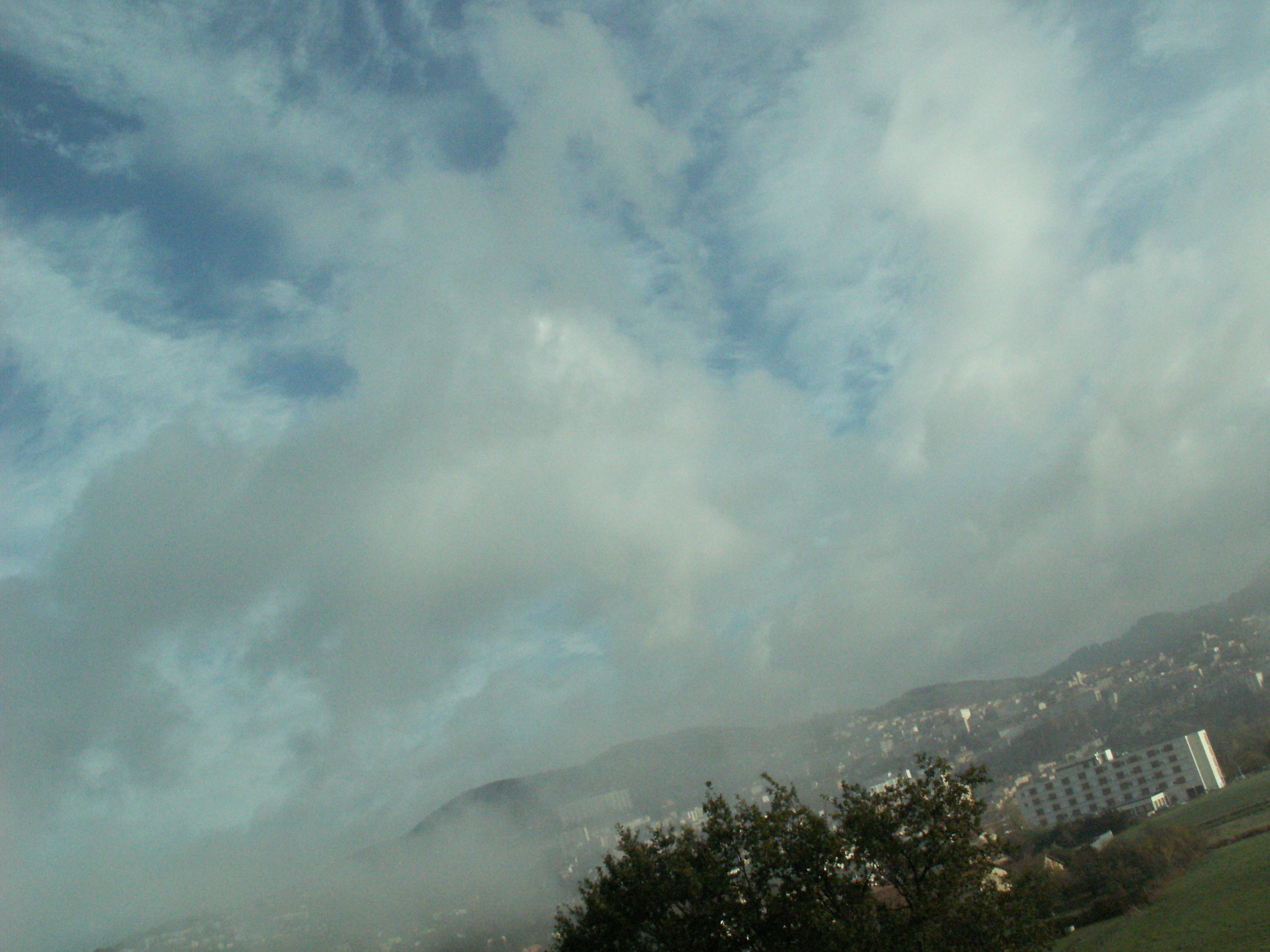
Stratus fractus